# Нікея
Нікея (дав.-гр. Νίκαια, тур. 'İznik') — стародавнє і середньовічне місто в Малій Азії на місці сучасного турецького міста Ізник. Засноване у IV ст. до н. е. під назвою Анкор, або ж Гелікор. Вигідно розташоване на березі озера та з суходолу обмежене високими пагорбами, місто мало ідеальні умови для його заселення.

## Історія

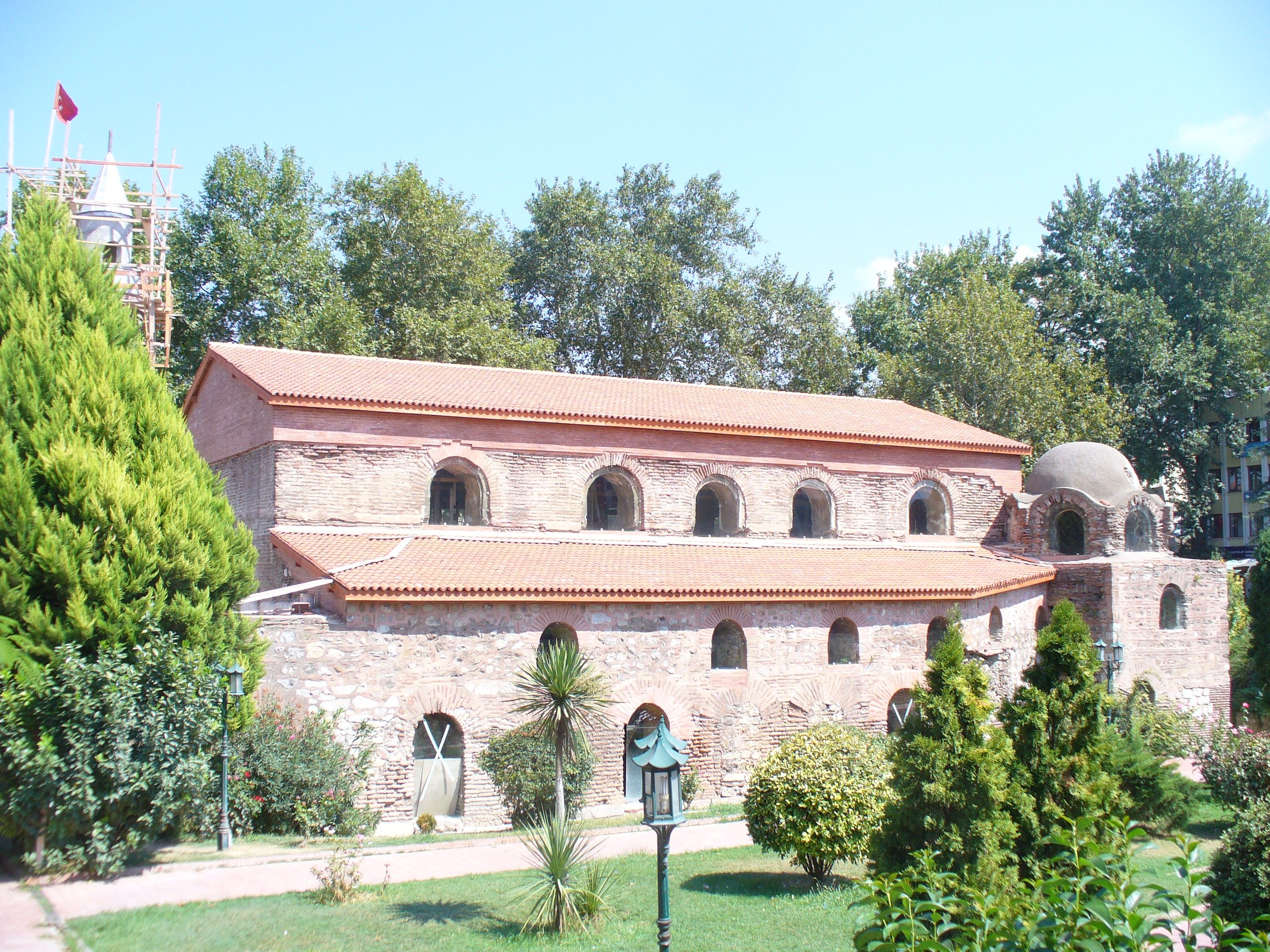
Церква святої Софії в Нікеї VI—IX століть

У 316 році до н. е. місто було відбудоване македонським царем Антигоном I Однооким після його зруйнування мізійцями — і перейменоване на Антигонію (дав.-гр. Αντιγόνεια). Після поразки Антигона у 301 році до н. е. владу над містом здобув Лісімах, який дав місту нову назву — Нікея (дав.-гр. Νίκαια) на честь своєї дружини Нікеї, дочки Антипатра.
З 288 року до н. е. Нікея перебуває під владою царів Віфінії, які використовували її як столицю (поруч із Нікомедією). У 74 р. до н. е. місто стає римським.
Особливого значення Нікея набуває за володарювання Костянтина Великого. У 325 в місті відбувся перший Вселенський собор, який затвердив християнський символ віри.
Внаслідок зруйнування міста землетрусами у 358, 362 і 368 роках імператору Валенту довелося відбудовувати Нікею.
787-го року у місті проходив Сьомий Вселенський Собор.
Після поразки візантійців під Манцикертом у 1071, Нікея кілька разів переходила до рук турків-сельджуків і знову поверталася під владу Константинополя. Врешті-решт турки здобули місто 1078 і перетворили його на столицю свого Румського султанату, називаючи Нікею на свій лад — Ізнік (тур. 'İznik').
У 1097 Нікея була взята у спільну облогу хрестоносцями і візантійцями, турки віддали перевагу капітуляції на користь імператора Олексія Комніна. Після здобуття у 1204 році хрестоносцями Константинополя, Нікея перетворилася на столицю нової, Нікейської імперії, першим володарем якої став Феодор I Ласкаріс. Його спадкоємці наполегливо розширювали межі держави і врешті-решт у 1261 р. під орудою Михаїла Палеолога повернули Константинополь, відновивши Візантійську імперію. Нікея знову втратила столичний статус.
З початку XIV сторіччя Нікея жила під постійною загрозою нової турецької навали. У 1328 містом прокотилася хвиля панічних самогубств, що змусило патріарха звернутися до мешканців із спеціальним посланням. Але допомога з боку Константинополя не надійшла і в 1331 Нікея була остаточно захоплена османами. Вони перетворили її на свою столицю, і як свідчать джерела, вже через 7 років більшість місцевих мешканців сповідувала іслам і розмовляла турецькою.
Остаточно столичний статус Нікея втратила у 1365 році, коли резиденція султана була перенесена до щойно здобутого Адріанополя.
Із сер. IV і до сер. XIV ст. Нікея була також центром митрополії Константинопольського патріархату.

## Персоналії
В Нікеї народились астроном Гіппарх, математик та астроном Спорас, поет Парфеній та історик Діон Кассій.
А також - казковий герой Маленький Мук.